# فرناندو كاناليس
فرناندو كاناليس (بالإسبانية: Fernando Canales Alvarado)‏ (13 أبريل 1995 في بيرو - ) هو لاعب كرة قدم بيروفي في مركز الدفاع. لعب مع León de Huánuco ‏.

## وصلات خارجية
- فرناندو كاناليس على موقع قاعدة بيانات كرة القدم.إي يو (الإنجليزية)
- فرناندو كاناليس على موقع Soccerway.com (الإنجليزية)